# Rump kernel
Rump kernel NetBSD je první implementací konceptu "anykernel", kde ovladače mohou být buď zkompilovány nebo spouštěny v monolitickém jádře nebo v uživatelském prostoru na vrcholu lehkého jádra (mikrojádra). Ovladače NetBSD lze použít na vrcholu rump kernelu na široké škále operačních systémů POSIX, jako jsou jádra Hurd , Linux, NetBSD, DragonFly BSD, dále Solaris a dokonce i Cygwin, spolu s nástroji souborového systému sestavený s knihovnami rump kernelu. Rump kernely také mohou běžet mimo POSIX jádra přímo na hypervizoru Xen, mikrokernelech L4, využívajícím Genode OS Framework , nebo dokonce na holém hardware (bare metal) bez operačního systému.

## Anykernel
Anykernel se svou koncepcí liší od mikrojader, exokernelů, dělených jader nebo hybridních jader v tom, že se snaží zachovat výhody monolitického jádra a zároveň umožňovat rychlejší vývoj ovladačů a rozšiřovat bezpečnost v uživatelském prostoru. Koncept "anykernel" odkazuje na architekturně-agnostický (nevyhraněný) přístup k ovladačům, kde ovladače mohou být buď zkompilovány do monolitického jádra, nebo mohou být spuštěny jako proces v uživatelském prostoru, ve stylu mikrojádra, beze změn kódu. U ovladačů se uvažuje o širší koncepci, kde jsou zahrnuty nejen ovladače zařízení, ale také souborové systémy a síťový zásobník.

## Nástroje pro přístup k systému souborů
File System Access Utilities (fs-utils) je dílčí projekt vytvořený s pomocí knihoven rump kernelu. Jeho cílem je mít sadu nástrojů pro přístup a úpravu obrazu systému souborů, aniž byste jej museli připojovat. fs-utils nevyžaduje účet superuživatele pro přístup k obrazu (partition souborového systému, diskového oddílu) nebo zařízení. Oproti podobným projektům, jako je mtools, je výhodou těchto fs-utils podpora použití známých unixových příkazů souborového systému (ls, cp, mv, cd atd.) pro velké množství souborových systémů, které jsou podporovány NetBSD.